# This Is Not the Target Market
This Is Not The Target Market er et album fra punk/indiebandet Steriogram.

## Numre
1. "Get Up" – 2:45
2. "Talk About It" – 2:32
3. "Own Way Home" – 2:42
4. "Sitting Above Me" – 2:36
5. "Wasted" – 2:41
6. "Satan Is a Lady" – 3:03
7. "Just Like You" – 2:22
8. "Muchacha" – 3:01
9. "Built on Lies (Gangster)" – 2:34
10. "Kare Kare" – 3:24

Ekstranumre
1. "Send Me Out – 2:29
2. "Walkie Talkie Man (live)" – 2:50
3. "Satan Is a Lady (live)" – 3:10
4. "Roadtrip (live)" – 7:32